# سیارک ۱۴۱۴۱
سیارک ۱۴۱۴۱ (به انگلیسی: 14141 Demeautis، نامگذاری:1998SR1) چهارده هزار و صد و چهل و یکمین سیارک کشف شده‌است که در ۱۶ سپتامبر ۱۹۹۸ کشف شد.
قدر مطلق سیارک برابر ۱۴٫۶۰ است.